# Marc Furi Camil (cònsol any 8)
Marc Furi Camil (en llatí Marcus Furius Camillus) va ser un magistrat romà que va viure als segles I aC i I.
Va ser elegit cònsol l'any 8 i procònsol d'Àfrica durant el regnat de Tiberi aproximadament l'any 16. Va derrotar a Tacfarines. Després de centúries va ser el primer que va reviure la fama militar dels Camils. El senat romà, amb consentiment de l'emperador, li va concedir les insígnies del triomf.